# Cyrtandra trichodon
Cyrtandra trichodon är en tvåhjärtbladig växtart som beskrevs av Ridley. Cyrtandra trichodon ingår i släktet Cyrtandra och familjen Gesneriaceae. Inga underarter finns listade i Catalogue of Life.